# Lewis Gordon, III marchese di Huntly
Lewis Gordon, III marchese di Huntly (1626 – 1653), è stato un nobile scozzese.

## Biografia
Era il figlio di George Gordon, II marchese di Huntly e di sua moglie Lady Anne Campbell. Suo padre, al momento della sua nascita, era comandante della Guardia Scozzese. Venne chiamato in onore di Luigi XIII di Francia.

## Carriera
La sua prima esperienza di guerra era al Megray Hill. Dopo la pace, si trasferì in Francia, dove si arruolò in un reggimento di fanteria, al fine di imparare la vita militare da zero. Dopo tre anni, si recò in Inghilterra, dove combatté su entrambi i lati della guerra civile inglese, prima nell'esercito realista e poi nell'esercito dei Covenanti scozzesi di suo zio, il marchese di Argyll.

## Matrimonio
Nell'ottobre 1644 sposò Mary di Grant, figlia di John di Grant, VI di Freuchie e di sua moglie Lady Mary Ogilvy. Ebbero quattro figli:
- Lady Jean Gordon, sposò James Seton, IV conte di Dunfermline, non ebbero figli;
- Lady Mary Gordon (?-1726), sposò in prime nozze, nel 1667, Adam Urquhart di Meldrum, non ebbero figli. Sposò, in seconde nozze, James Drummond, IV conte di Perth, ebbero un figlio;
- Lady Anne Gordon;
- George Gordon, I duca di Gordon (1649-1716).

## Morte
Morì nel 1653.